# Love again (globeのアルバム)
『Love again』（ラヴ・アゲイン）は、globeの3枚目のフルアルバム。1998年3月31日発売。発売元はavex globe。

## 解説
前作『FACES PLACES』から約1年、当時の日本記録を打ち立てる大ヒットとなったデビューアルバム『globe』からちょうど2年となる日に発売された3枚目のアルバム。前作までと異なり、同時発売のシングル『Love again』を含む2作しかシングルは収録されていない。
アルバムタイトルは当初「そろそろ日本も終末的なエッジ感が出てきたのではないか」という考えから『edge』にするつもりだったが、小室哲哉が日本に帰国後、東京で街を歩いているカップルを見かけた際に「もう一度ふたりの愛情を確かめ合いたい」という雰囲気が伝わってきたので『Love again』に変更した。
シングル「Can't Stop Fallin' in Love」からの流れで「恋に落ちる」「恋に嵌ってしまう」距離の近い男女をアルバムのコンセプトにした。但しそれは「不倫」等の悪い意味ではなく、「恋に嵌る前→嵌りかけ→嵌った後→恋愛」を時間軸で考えて、それをアルバムタイトルに反映させている。「一度別れた二人がまた元の鞘に納まる」「別の人との新しい恋愛が始まる」とどちらでも取れるようにし、「恋に嵌る」「愛情を注ぐ」ことをもう一度行うことを歌詞の全体のテーマにしている。マーク・パンサーは「友情・愛情・人情等全ての『情』がこのアルバムに入っている」と称している。
ベーシックとなるバックトラックは「究極の宅録」をテーマに、事前にロサンゼルスの小室の当時の自宅の地下の50人程入る映画館で小室・岩佐の2人で機材を持ち込んで制作されて、出来上がったデータを東京に送って東京で歌録りを進めていたが、バレンタインデーまでは深く考えていなかった。本格的なレコーディングに入ったのは1998年3月1日に小室が日本に帰国してからのことであり、10日で全ての音の素材を録音して、3月25日にマスタリングを完了させた。小室は「音楽プロデューサーとして周囲をまとめる力、作品を形にする力を再認識したアルバム」と振り返っている。
ミキシングするときのイメージは「ボーカルを前面に出さず、3人がそこに並んでいる」感じを出すようにした。
ノンクレジットだが、音色作りにマークも参加している。自身は「完全分業制の音楽ユニットから、共同作業のバンドへと一歩踏み込めた」と語っている。
アルバムのための曲として、マークは「G9」という楽曲を制作した。内容は「ザ・クラッシュの様なイントロで始まり、途中でオアシスの様な調子になり、ニルヴァーナの雰囲気で終わる」展開だったが、収録されなかった。
小室はKEIKOに対し、小学生から耳の肥えた大人まで幅広く聴いてもらうためという意図で「あまり上手く歌いすぎない様に」「原曲が生まれた時の成長する前・初々しさとプロが持つテクニカルさの中間をイメージして欲しい」とリクエストした。

## 収録曲
| 全作詞: 小室哲哉・MARC（#1,#13は除く）、全作曲・編曲: 小室哲哉。 |                                 |                                   |            |      |
| #                                                                | タイトル                        | 作詞                              | 作曲・編曲 | 時間 |
| 1.                                                               | 「before dark」                 | 小室哲哉 ・ MARC （#1,#13は除く） | 小室哲哉   | 1:43 |
| 2.                                                               | 「UNDER Your Sky」              | 小室哲哉 ・ MARC （#1,#13は除く） | 小室哲哉   | 4:25 |
| 3.                                                               | 「Love again」                  | 小室哲哉 ・ MARC （#1,#13は除く） | 小室哲哉   | 4:45 |
| 4.                                                               | 「You are the one」             | 小室哲哉 ・ MARC （#1,#13は除く） | 小室哲哉   | 5:24 |
| 5.                                                               | 「Nothing ever makes me happy」 | 小室哲哉 ・ MARC （#1,#13は除く） | 小室哲哉   | 5:37 |
| 6.                                                               | 「two keys」                    | 小室哲哉 ・ MARC （#1,#13は除く） | 小室哲哉   | 4:23 |
| 7.                                                               | 「I'm bad」                     | 小室哲哉 ・ MARC （#1,#13は除く） | 小室哲哉   | 6:25 |
| 8.                                                               | 「Watching everything」         | 小室哲哉 ・ MARC （#1,#13は除く） | 小室哲哉   | 3:40 |
| 9.                                                               | 「I'm still alone」             | 小室哲哉 ・ MARC （#1,#13は除く） | 小室哲哉   | 5:41 |
| 10.                                                              | 「Open Wide」                   | 小室哲哉 ・ MARC （#1,#13は除く） | 小室哲哉   | 5:12 |
| 11.                                                              | 「Wanderin' Destiny」           | 小室哲哉 ・ MARC （#1,#13は除く） | 小室哲哉   | 6:13 |
| 12.                                                              | 「creatures」                   | 小室哲哉 ・ MARC （#1,#13は除く） | 小室哲哉   | 3:49 |
| 13.                                                              | 「end of 3rd element」          | 小室哲哉 ・ MARC （#1,#13は除く） | 小室哲哉   | 4:05 |
| 合計時間:                                                        | 合計時間:                       | 61:22                             |            |      |

## 楽曲解説
1. before dark
インストゥルメンタル。「アルバムの序章」として位置づけた[3]。
2. UNDER Your Sky
テーマは「恋が終わった人の恋を振り返りたくない気持ち」を描いている[3]。
歌詞は「制作当時は僕とKEIKOの間で曲順・曲に対しての考え方・曲毎にに対しての向き合い方等タイミングが上手く合わなかった。その時の閉塞感が現れた出来になっている」と話している。それでも「海を渡ることで、東京とロサンゼルスは遠い空の下でもつながっている」という感触を味わえて、それがタイトルに反映されている[6]。
3. Love again
本作と同時発売の12thシングル。
4. You are the one
「こねっと」名義で発表したシングル曲のglobeバージョン。
歌詞カード等に記載は無いものの、一部では[globe version]と表記されている。
小室が個人的にお気に入りの楽曲であり、カラオケで歌う感覚でレコーディングを行った[3]。
制作当時のアメリカでは自動車でもスタジオでもオルタナティブ・ヒップホップが鳴っていたため、その影響が大きいアレンジになっている[6]。
5. Nothing ever makes me happy
テーマは「私を幸せにしてくれるものは何も無い」とこれ以上ない程落ち込み、途方に暮れている様子を描いた[3]。小室は「救い1：喪失感9」と評している[7]。
globeとしては珍しく小室のボーカルが目立っている。(特にAメロ)
6. two keys
テーマは「恋が終わったばかりで、恋の残像が鮮明に残っている様子」を描いた[3]。
メロディ・アレンジの全体的な構成は「『GONNA BE ALRIGHT』の続編」と称している[7]。
小室はタイトルについて「『2つの鍵』だけで色々な連想や深読みができる。好きなタイプ」と好意的に振り返っている[7]。
7. I'm bad
マークをフィーチャリングしたオルタナティヴ・ロック[7]。
自身のレコーディングパートが終わって疲れ果てた状態のマークに「書いて下さい」と電話で小室からお願いされ、ひらめいたのをそのままFAXで送った[3]。
マークの担当したパートは、仮歌のつもりで入れたのがほぼそのままOKテイクになった[3]。
当初はメインボーカルはマークのみの予定だったが面白みに欠けていたため、歌いたがっていたKEIKOに好きなパートを歌わせた[3]。
8. Watching everything
テーマは「恋愛の途中」であり、佳境はとうに過ぎて「貴方のせいでちゃんとした生活ができないのよ。振り回すのなら責任とってよ」という女性の不満を描いた[3]。
歌詞はマークが小室に色んな言葉を提出してきて、それを小室が修正することで作り上げられた[7]。
9. I'm still alone
テーマは「9割方終わっている恋」「一人でいる時間が長く中々『Love again』の世界にならない」[3]「女性1人と男性2人からなるグループの関係性」[7]という状況を描いている。
マークが2日間寝ないで歌詞を作り、KEIKOが3日間ボーカル録りに時間をかけた[3]。
10. Open Wide
歌詞・楽曲共にカリフォルニアの雰囲気を出すようにした[3]。そのために「Is this love」「UNDER Your Sky」の世界観・路線を踏襲し、ゆったりとしたブレイクビーツとメロディアスな展開を押し出した[7]。
11. Wanderin' Destiny
11thシングルでTBS系ドラマ「青い鳥」主題歌。
オリジナルと多少異なり、小室のコーラスやシーケンスが追加されている。一部では[album version]と表記されている。
シングル盤より落ち込みすぎないようにアレンジされた[3]。
12. creatures
「preview」で初披露された際、好評だったために収録された[3]。
小室は「今出さないと世に出す機会が無くなる」「globeはただのロックバンドではない」「『小室の定番の四つ打ちが1個もない』と言われない様に」という思いで制作した[7]。
13. end of 3rd element
インストゥルメンタル。「3枚目の区切り」という位置づけである[3]。
小室は「キース・ジャレットのあのフレーズはどういうものなのかな?」と思いながら、即興演奏で制作した[7]。
『globe』『FACES PLACES』のインストゥルメンタルの頭文字がそれぞれ「g」「l」「o」「b」「e」となる様に付けられている。

## クレジット

### レコーディングメンバー
- All VOICES are KEIKO, MARC PANTHER, TETSUYA KOMURO
- 松尾和博 : Guitars
- 佐野健二 : Bass

### スタッフ
- Mixed : EDDIE DELENA (Tracks#2,3,6,8,9,11,12,13)
- Mixed : 小室哲哉 (Tracks#1,4,5,7,10)
- Mastered : 上田佳子
- Recorded : 若公俊広, まつむらしげる, Troy Yen Gonzaiez, Steve Sykes
- Vocal Directed : 佐野健二
- Synthesizer Programming : 村上章久
- Musical Equipement Technician : 岩佐俊秀
- Production Management : おりもとゆいち, さとうけんしょう, にしむらちから
- Production Coordinated : さとうきみ, うえかたてつや, めいわにりき
- A&R Chief : 柳和実
- A&R : ごとうけんご
- A&R Assisted : むろまさたか
- Executive Produced : 松浦勝人
- Executive Supervisor : やまだえいじ
- General Produced : 林真司, おおしたかつろう
- Publicist : 遠藤正則
- Art Direction : Tycoon Graphics

## リリース履歴
| No. | 日付          | レーベル      | 規格 | 規格品番   | 最高順位 | 備考                                                               |
| --- | ------------- | ------------- | ---- | ---------- | -------- | ------------------------------------------------------------------ |
| 1   | 1998年3月31日 | avex globe    | CD   | AVCG-70003 | 1位      |                                                                    |
| 2   | 2012年3月21日 | avex infinity | CD   | AQCD-50696 |          | 「マスターピース・シリーズ」。期間限定生産廉価盤、紙ジャケット仕様 |

- 上記の他に、2016年12月21日に96kHz/24bitのハイレゾリューションオーディオとして鈴木浩二の手によりリマスタリングされ、配信リリースされた[9]。